# Post reditum in senatu
Sauf précision contraire, les dates de cet article sont sous-entendues « avant l'ère commune » (AEC), c'est-à-dire « avant Jésus-Christ ».
Post reditum in senatu (Après son retour : au Sénat) est un discours prononcé devant le Sénat par Cicéron le 6 septembre 57, au lendemain de son retour d'exil, triomphal, à Rome. Il y remercie l’assemblée et certains de ses membres, s’en prend à ceux qu’il juge responsables de son infortune et met en évidence toutes ses actions passées au service de la République.
Il est l’un des trois discours conservés qu’il prononça en ce mois de septembre 57, avec le Post reditum in quirites et le De Domo sua.

## Le titre
Le titre donné par Cicéron n’est pas connu. La tradition en retient plusieurs : Post Reditum in Senatu, In Senatu, Cum senatui gratias egit.

## Contexte

### L’exil
En 63, Cicéron, consul, déjoue la conjuration de Catilina. Sous son autorité, des complices, citoyens romains, sont exécutés sans jugement.
En 59, Jules César, consul, se prépare à sa mission en Gaule. Il sera absent de Rome pour des années et se méfie de Cicéron dont l’influence pourrait défaire les mesures qu’il a prises. Ses tentatives de compromis échouent. Il décide donc de faire tomber Cicéron et charge son homme de main Clodius Pulcher, tribun de la Plèbe désigné pour 58, de la tâche. Ce dernier voue une haine féroce envers Cicéron depuis plusieurs années.
Clodius ressort l’affaire des exécutions illégales de 63 dès son entrée en charge, ce qui aboutit au vote de l’exil et à la confiscation des biens en mars 58 (Lex de exsilio Ciceronis). Le consul Lucius Pison détient les faisceaux en ce mois de mars, c’est donc lui qui organise le vote.

### Le retour
Dès le vote de la lex de exsilio, les amis et alliés politiques de Cicéron manœuvrent pour la faire abolir et obtenir le retour du banni. Cela leur prendra plus d’un an de procédures et de négociations avec les triumvirs ou leurs représentants. Finalement, une loi (Lex Cornelia) est votée en juillet 57 : elle prescrit le rappel de Cicéron et la restitution de ses biens. Dès qu’il en est informé, il quitte Dyrrachium, où il était en attente, et gagne l’Italie par la mer. Il débarque à Brindes le 5 août. De là, il gagne Rome où il est accueilli triomphalement le 5 septembre. Le lendemain, au Sénat, il prononce ce discours.

### Objectifs de Cicéron à son retour
Dans une lettre conservée et adressée à son ami et banquier Atticus, Cicéron décrit ses trois objectifs : retrouver son poids politique (splendor, auctoritas), récupérer son patrimoine mis sous séquestre, enfin se venger de ses ennemis.

## Contenu
Ce bref discours comporte 39 paragraphes dans le découpage actuel.
Cicéron y remercie (gratias agere) le Sénat en son nom mais aussi au nom de sa famille pour les bienfaits (beneficia) dont ses membres les ont gratifiés, lui et ses proches. Il se contente néanmoins mais volontairement de n’en citer nommément qu’un petit nombre. En parallèle, il défend et illustre ses actions antérieures pour le service et le salut de la République.
Dès le § 6, il commence à s’en prendre violemment à ses adversaires, Clodius tout d’abord (6-7), les consuls de 58, Gabinius et Pison, ensuite (8-18). 
Dans la suite, il entremêle ces trois thèmes.
Dans la péroraison (§ 37-39), il promet de mettre à nouveau ses qualités au service de l'État.
Le Post Reditum in Senatu est particulièrement soigné. On y retrouve toute la panoplie des effets oratoires que l’auteur avait par ailleurs théorisés : à un style ample de périodes élaborées, quand il remercie ou défend son action, alternent des séquences plus heurtées d’invectives et d’injures, d’interrogations et d’exclamations quand il s’en prend à ses adversaires.

## Résultat et suites
Le résultat dépasse ses espérances. Son premier objectif est atteint : il retrouve tout son crédit politique. La lettre à Atticus déjà mentionnée, où il fait un bilan de ces premières journées, en atteste :
« Déjà j’ai retrouvé ce qu’en ma position je n’espérais guère, et mon lustre (splendor) au forum, et mon autorité (auctoritas) dans le sénat, et mon crédit (gratia) sur les gens de bien ; le tout au-delà même de mes souhaits. »
Il pourra en user dès le lendemain. Il participe en effet à la séance du Sénat consacrée à la crise frumentaire qui touche Rome en cet été. Il fait jouer son autorité et voter un sénatus-consulte confiant à Pompée, pour cinq ans, tous les pouvoirs, sur tout l’empire, pour garantir l’approvisionnement de Rome en blé.
En outre, toujours lors de cette séance, il obtient des magistrats l’autorisation de prononcer devant le peuple romain une version adaptée de son discours. Il le fera le 8. C’est le Post reditum in quirites.
Enfin, les grands thèmes et arguments de sa lutte vengeresse contre les consuls de 58 sont posés dans le discours : indignité, bassesse, illégalités, malversations dans la gestion de leur province. Cela va l’occuper les années à venir (voir l’article In Pisonem).

Reste le dernier objectif, qui est pressant, au dire de sa lettre à Atticus :
« Quant à ma fortune, vous savez comme elle a été renversée, démembrée, anéantie. C’est là mon embarras ; et j’ai grand besoin de recourir, non pas à votre bourse, quoique je la regarde comme mienne, mais à vos conseils, afin de recueillir et sauver quelque débris. »
Cicéron s’y attaque sans délai. La première étape, pour sa dignitas, est de récupérer sa demeure du Palatin, pillée, incendiée et accaparée par Clodius. Il lance la procédure aussitôt et plaide le 30 septembre (De domo sua). Il obtient gain de cause en octobre, ainsi qu'une indemnité de 2 750 000 sesterces.

## Transmission
Plusieurs manuscrits nous ont transmis  les trois discours de septembre 57.  Une analyse fine a permis aux éditeurs de poser que tous proviennent d'un modèle commun. Par élimination des filiations, quatre sont retenus pour les éditions modernes. Le plus ancien (Parisinus 7794 de la Bibliothèque Nationale, IXe siècle) s'avère de loin le plus proche de l'archétype commun. Néanmoins les autres permettent parfois de le corriger ou de le compléter utilement.